# Populismo cambial no Brasil
Populismo cambial é um termo utilizado para criticar políticas que sobrevalorizaram o valor da moeda nacional. Essas políticas, no curto prazo, costumam agradar a grandes camadas da população, que, desse modo tem acesso a bens importados e sofrem menos com a inflação. Entretanto, tais políticas têm efeitos negativos como a desindustrialização e déficits na balança comercial. Esse déficits podem ser financiados por aumentos da dívidas em dólar do setor público e privado, por privatizações e/ou por uma elevação conjuntural do valor dos produtos exportados (elevação dos preços das commodities - doença holandesa). Para continuar a atrair dólares para financiar o déficit na balança de pagamentos os governos também costumam elevar a taxa básica de juros, que no caso do Brasil é a Selic, o que acaba por reduzir os investimentos no setor industrial, agravando o problema da desindustrialização. No médio prazo essa política gera déficits na balança de pagamentos que dão causa a sucessivas crises cambiais
A expressão foi popularizada por Luiz Carlos Bresser-Pereira, que afirmou que quem primeiramente percebeu o processo foi o economista argentino Adolfo Canitrot, que, em 1975, demonstrou como a taxa de câmbio sobrevalorizada era fundamental para baixar inflação, aumentar salários reais e ajudar a reeleição do político que estava no poder, desde que a crise cambial não chegasse antes.
Após a utilização da expressão por Bresser, foi publicado um novo estudo que também demonstrou que políticos da América Latina, em regimes democráticos, eram tentados a valorizar a moeda antes das eleições.

## Segundo Bresser Pereira
Em 2006, o ex-ministro Luiz Carlos Bresser-Pereira, concedeu uma entrevista na qual sustentou que:
1. a definição de uma estratégia nacional de desenvolvimento e uma taxa de câmbio competitiva seria fundamental para que o Brasil crescesse a taxas mais elevadas;
2. a variável política fundamental para o crescimento seria o nacionalismo, pois sem esse elemento não haveria estratégia nacional de desenvolvimento;
3. Estados Unidos, França e Japão seriam exemplos de países nacionalistas;
4. a ideologia do globalismo (se contrapondo ao nacionalismo) só existe porque os países ricos querem derrubar a escada dos países pobres;
5. para que um país em desenvolvimento médio como o Brasil se desenvolva, seria preciso não permitir que o câmbio se aprecie;
6. durante os governos FHC e Lula o Real foi sobrevalorizado para eleger ou reeleger candidatos ligados ao partido do governo;
7. o Brasil precisaria reformular sua política macroeconômica para reduzir a taxa básica de juros e interromper a sobrevalorização do Real, essa mudança envolveria um grande ajuste fiscal;
8. a doença dos juros altos seria tão grave quanto era a inflação;
9. se não ocorrer sobrevalorização do Real seria reduzido o risco de fuga de capitais/crise cambial;
10. seria necessária a desvinculação dos títulos públicos da taxa básica de juros, a taxa Selic;
11. não seria contrário a uma política de metas de inflação, mas que deveria ser tolerada inflação temporária para absorver os impactos de uma redução de juros simultânea a ajuste fiscal.

Em 2013, concedeu uma outra entrevista na qual sustentou que:
1. presidente Dilma Rousseff seria vítima do populismo cambial instaurado por seus antecessores: FHC e Lula;
2. na década de 1990, o Brasil adotou um modelo de crescimento baseado na poupança externa, no qual o Real foi sobrevalorizado para ajudar a combater a inflação;
3. essa política teve popularidade, pois valorizou os salários e incentivou o consumo, mas desestimulou o investimento e fez com que a indústria nacional perdesse espaço para os importados, o que gerou desindustrialização;
4. o Brasil voltaria a crescer a taxas ao redor de 4% a 5% se a taxa de câmbio fosse “colocada no lugar certo”, mas haveriam dificuldades políticas para isso;
5. desde 1994 a economia brasileira sofreria com dois problemas: juros muito altos e uma taxa de câmbio apreciada;
6. o crescimento no período aconteceu de modo distorcido, o que foi viabilizado por condições internacionais muito favoráveis (boom das commodities);
7. períodos de câmbios sobrevalorizado, geram sucessivos déficits na balança de pagamentos e desvalorizações abruptas (crises cambiais);
8. a sobrevalorização cambial restringe o acesso das indústrias nacionais à demanda interna, o que reduz os investimentos no setor;
9. após a crise cambial de 1999, o Real voltou, gradualmente, a ser sobrevalorizado;
10. em 2002, ocorreu uma nova crise na balança de pagamentos, que juntamente com temor dos credores com a possível vitória de Lula nas eleições, gerou uma suspensão do crédito externo e uma nova crise cambial;
11. durante o governo Lula predominou a sobrevalorização do Real, interrompida brevemente pela crise econômica internacional de 2007-2008;
12. o governo Lula foi beneficiado pelo boom das commodities
13. líderes populistas sobrevalorizam o câmbio para obterem sucesso eleitoral;
14. Dilma não tinha condições políticas para corrigir a taxa de câmbio, medida que teria um alto custo político no curto prazo;
15. o Brasil poderia crescer a uma taxa muito maior se a taxa de câmbio fosse compatível com um superávit na balança de pagamentos;
16. o governo FHC adotou a política de crescimento com base na atração de poupança externa, o que gerou sobrevalorização do real, aumento do consumo e redução no investimento industrial
17. Dilma foi uma vítima do populismo cambial do período FHC - Lula;
18. As altas reservas internacionais permitiriam manter a sobrevalorização do real;
19. um déficit de conta corrente financiado por uma dívida pública que tivesse um crescimento inferior ao crescimento no PIB seria sustentável, pois pode manter estável a relação dívida/PIB;
20. seria necessária uma depreciação do real de pelo menos 30%.

Em 2015, concedeu uma nova entrevista na qual sustentou que:
1. Lula promoveu um "populismo cambial" ao manter o dólar a R$ 2 para garantir a eleição de sua sucessora e apaziguar a classe média, que, posteriormente, teria desenvolvido um ódio "profundo" e "irracional" ao PT;
2. o dólar a R$ 2 foi o pior legado de Lula, a bomba que ele deixou para Dilma;
3. a sobrevalorização do Real provocou uma desindustrialização;
4. o Estado deveria ter uma política macroeconômica ativa;
5. a política de juros altos para controlar a inflação seriam um obstáculo para a retomada dos investimentos e teriam um custo financeiro elevado;
6. entre 2005 e 2010 houve um boom de commodities, que fez com que as exportações brasileiras triplicassem;
7. o governo FHC adotou a política de crescimento financiado com poupança externa, ou seja, com deficit em conta corrente financiado com empréstimos e/ou atração de investimentos de multinacionais;
8. quando o dinheiro entra no Brasil, o câmbio aprecia (o real fica mais forte em relação ao dólar), mas a taxa de investimentos cai, porque sem um câmbio competitivo os empresários não têm acesso a demanda efetiva (os consumidores preferem importados);
9. nos países em desenvolvimento há uma tendência à sobreapreciação cíclica e crônica da taxa de câmbio que leva os países a sucessivas crises cambiais;
10. o governo Lula foi um desastre do ponto de vista cambial, o dólar a R$ 2 foi o pior legado de Lula, a bomba que ele deixou para Dilma;
11. O Brasil chegou a ter 28% de participação da indústria no PIB, que (em 2015) seria de 10%;
12. o primeiro a falar em populismo cambial foi o economista argentino Adolfo Canitrot, na década de 1970;
13. quando a moeda nacional é sobrevalorizada, todos os rendimentos, salários, lucros e dividendos, aluguéis passam a valer mais em dólar, o que produz uma sensação de riqueza, que permite forte apoio eleitoral, mas em algum momento ocorre uma desvalorização abrupta (crise cambial);
14. a perda da ideia de nação e a preferência pelo consumo imediato são dois males da sociedade brasileira que precisam ser repensados[7]

## Segundo Franklin Serrano
| “ | É claro que o regime atual de "juros altos e câmbio baixo" tem grandes custos. Em termos fiscais, aumenta a carga de juros da dívida pública. Em termos distributivos, os juros reais elevados estabelecem um alto custo de oportunidade para o capital, o que eleva o piso aceitável das margens de lucros das empresas e concentra a distribuição funcional da renda. Os juros reais elevados atrapalham o crescimento do crédito para o consumo e para a construção civil e, a partir daí, desestimulam o investimento produtivo induzido e o crescimento do próprio produto potencial. O câmbio real cada vez mais valorizado desprotege a indústria local contra as importações, diminuindo sua competitividade, e atrapalha as exportações de produtos industriais mais sofisticados, solidificando uma inserção externa de pouco dinamismo tecnológico, baseada apenas em nossas vantagens absolutas em alguns recursos naturais. | ” |